# Botswanas damlandslag i volleyboll
Botswanas damlandslag i volleyboll  representerar Botswana i volleyboll på damsidan. Laget organiseras av Botswana Volleyball Federation. De har deltagit i afrikanska mästerskapet och afrikanska spelen vid flera tillfällen, men ännu utan att vinna någon medalj.